# فرانک بالتروش
فرانک بالتروش (به انگلیسی: Frank Baltrusch) (زادهٔ ۲۱ مارس ۱۹۶۴) شناگر اهل آلمان شرقی است.